# Нитерылые скаты (род)
Нитерылые скаты (лат. Anacanthobatis) — род малоизученных скатов из семейства ромбовых отряда скатообразных, ранее их включали в одноимённое семейство. Обитают в субтропических и тропических водах Индо-Тихоокеанской области и Атлантического океана. Глубоководный вид, встречается на глубине до 1052 м. Их крупные уплощённые грудные плавники образуют диск с выступающим рылом и нитевидным выростом. Кожа лишена чешуи. Спинные плавники отсутствуют. На вентральной стороне диска расположены 5 жаберных щелей, ноздри и рот. Тонкий хвост короче диска. Максимальная зарегистрированная длина 75 см.
Название рода происходит слов греч. ἄκανθα — «колючка», «шип», лат. batis — «скат» и отрицательной приставки «an».

## Классификация
В настоящее время к семейству относят 8 видов:
- Anacanthobatis americanus Bigelow & Schroeder, 1962
- Anacanthobatis donghaiensis (Deng, Xiong & Zhan, 1983)
- Anacanthobatis folirostris Bigelow & Schroeder, 1951 — Мексиканский нитерылый скат[1]
- Anacanthobatis longirostris Bigelow & Schroeder, 1962
- Anacanthobatis marmoratus (von Bonde & Swart, 1923)
- Anacanthobatis nanhaiensis (Q. W. Meng & S. Li, 1981)
- Anacanthobatis stenosoma (S. Li & A. S. Hu, 1982)